# Louis Edward Gelineau
Louis Edward Gelineau (Burlington, 3 maggio 1928 – North Smithfield, 7 novembre 2024) è stato un vescovo cattolico statunitense.

## Biografia
Louis Edward Gelineau nacque a Burlington, nel Vermont, il 3 maggio 1928, figlio secondogenito dopo il fratello Robert, di Leonida Gelineau e Juliette (nata Baribault).

### Formazione e ministero sacerdotale
Dopo aver frequentato la St. Mary's Elementary School e la Cathedral High School di Burlington, studiò al St. Michael's College per due anni prima di iniziare gli studi per il sacerdozio alla St. Paul's University di Ottawa dove in seguito conseguì la licenza di sacra teologia e la laurea in filosofia.
Il 5 giugno 1954 fu ordinato presbitero per la diocesi di Burlington. In seguito fu vicario parrocchiale della parrocchia di Tutti i Santi a Richford dal 1954 al 1956 e vicario parrocchiale della parrocchia di Santo Stefano a Winooski dal 1956 al 1957. Nel 1957 venne inviato a perfezionare gli studi presso l'Università Cattolica d'America a Washington. Nel 1959 ottenne la licenza in diritto canonico. Rientrato in diocesi, fu nominato vice cancelliere vescovile e segretario e maestro di cerimonie di monsignor Robert Francis Joyce. Lavorò anche come direttore della Società per la propagazione della fede e assistente cappellano al De Goesbriand Memorial Hospital. Nel 1961 divenne cancelliere vescovile e lo stesso anno papa Giovanni XXIII lo nominò monsignore. Nel 1968 divenne vicario generale della diocesi di Burlington e prelato d'onore di Sua Santità.

### Ministero episcopale
Il 6 dicembre 1971 papa Paolo VI lo nominò vescovo di Providence. Ricevette l'ordinazione episcopale il 26 gennaio successivo dal vescovo emerito di Burlington Robert Francis Joyce, co-consacranti il vescovo di Worcester Bernard Joseph Flanagan e il vescovo ausiliare di Portland Edward Cornelius O'Leary.
Nel 1988 monsignor Gelineau dichiarò che la rimozione di un sondino dalla quarantanovenne Marcia Gray, una donna del Rhode Island in coma, "non contraddice la teologia morale cattolica", ma sottolineò che "non supporta o condona in alcun modo la pratica dell'eutanasia". Si oppese inoltre a un'ordinanza della città di Providence del 1985 per proteggere gli omosessuali dalla discriminazione in materia di occupazione, alloggio, credito e accesso agli alloggi pubblici. Disse: "Gli atti omosessuali sono contrari al comando di Dio e contrari al suo scopo nella creazione dei sessi. Dare sostegno a questa proposta di legge può essere facilmente interpretato come un sostegno allo stile di vita omosessuale". Più tardi, nel 1995, quando il Senato del Rhode Island approvò una legge sui diritti degli omosessuali, monsignor Gelineau dichiarò: "Se [la legislazione proposta] cerca di proteggere da una discriminazione ingiusta, che non è ora garantita dalle nostre leggi, allora quelle leggi dovrebbero essere cambiate".
Monsignor Gelineau fu a lungo accusato di varie forme di cattiva condotta sessuale. Secondo una deposizione del 1997 di Robert Cadorette, quando negli anni '50 Gelineau prestava servizio in un orfanotrofio del Vermont lo avrebbe molestato diverse volte e in seguito sarebbe giunto a tentare di annegarlo quando fuggì dall'orfanotrofio. In una deposizione rilasciata nel 1997, monsignor Gelineau negò qualsiasi misfatto sessuale con un chierichetto nel 1994. Inoltre si presunse che fosse stato brevemente arrestato dalla polizia stradale del Massachusetts per aver sollecitato del sesso a una fermata dell'autobus. La polizia e un cappellano avrebbero assistito all'incidente. Ciò portò al suo noto soprannome "truck stop Louie".
Monsignor Gelineau fu anche criticato per la sua gestione delle accuse di abusi sessuali a sacerdoti della diocesi di Providence.
L'11 giugno 1997 papa Giovanni Paolo II accettò la sua rinuncia al governo pastorale della diocesi.
Nel marzo del 2004 divenne cappellano presso la St. Antoine Residence.
Morì a North Smithfield il 7 novembre 2024 all'età di 96 anni.

## Genealogia episcopale e successione apostolica
La genealogia episcopale è:
- Cardinale Scipione Rebiba
- Cardinale Giulio Antonio Santorio
- Cardinale Girolamo Bernerio, O.P.
- Arcivescovo Galeazzo Sanvitale
- Cardinale Ludovico Ludovisi
- Cardinale Luigi Caetani
- Cardinale Ulderico Carpegna
- Cardinale Paluzzo Paluzzi Altieri degli Albertoni
- Papa Benedetto XIII
- Papa Benedetto XIV
- Cardinale Enrique Enríquez
- Arcivescovo Manuel Quintano Bonifaz
- Cardinale Buenaventura Córdoba Espinosa de la Cerda
- Cardinale Giuseppe Maria Doria Pamphilj
- Papa Pio VIII
- Papa Pio IX
- Cardinale Raffaele Monaco La Valletta
- Cardinale Francesco Satolli
- Cardinale William Henry O'Connell
- Arcivescovo Richard James Cushing
- Vescovo Robert Francis Joyce
- Vescovo Richard James Cushing

La successione apostolica è:
- Vescovo Kenneth Anthony Angell (1974)